# Waheela
Der Waheela ist ein vermeintlicher Riesenwolf im Norden Kanadas und Alaska, dessen Existenz bisher jedoch nicht nachgewiesen wurde. Beschrieben wird der Waheela als großes wolfsähnliches Tier. Er soll größer und kräftiger gebaut sein als ein Wolf und überproportional große Füße haben. Die Vorderbeine sollen länger sein als die Hinterbeine. Im Gegensatz zum Wolf soll der Waheela nicht im Rudel auftreten. Legenden der Ureinwohner bezeichnen den Waheela als eine Art bösen Geist, der Menschen töte. Sofern dieser Legende überhaupt ein realer Hintergrund zugeschrieben wurde, ist sie mit Exemplaren der Unterordnung der prähistorischen Bärenhunde oder mit dem Canis dirus, einem ausgestorbenen Verwandten der heutigen Wölfe aus dem Pleistozän, in Zusammenhang gebracht worden.
Dieses Tier ist wahrscheinlich identisch mit dem Amarok, einem Riesenwolf in der Mythologie der Eskimos.